# Amon: Book of Angels Volume 24

Amon: Book of Angels Volume 24 est un album de compositions de John Zorn arrangées par Klezmerson, un groupe mexicain qui mêle tradition mexicaine et rythmes et mélodies juives et tziganes d'Europe.

## Titres
| No | Titre    | Durée |
| -- | -------- | ----- |
| 1. | Samchia  | 5:59  |
| 2. | Iahmel   | 2:39  |
| 3. | Abachta  | 9:42  |
| 4. | Yefefiah | 5:10  |
| 5. | Mashith  | 9:54  |
| 6. | Sehibiel | 6:51  |
| 7. | Zikiel   | 9:21  |
| 8. | Kabshiel | 5:27  |
| 9. | Amabiel  | 1:47  |

## Personnel
- Moises Garcia - trompette
- Chatran Gonzalez - percussion
- Juan Manuel Ledezma - guitare, requinto, leona
- Osiris Caballero Leon - violon, jarana
- Carina Lopez - basse
- Maria Emilia Martinez - flute
- Chali Mercado - batterie
- Rolando Morejon - violon
- Gustavo Nandayapa - batterie, percussion
- Alex Otaola - guitare
- Natalia Perez - violoncelle
- Marco Renteria - basse
- Homero Santiago - trombone
- Rodrigo Santoyo - oud
- Benjamin Shwartz - alto, piano, orgue, jaranas
- Dan Zlotnik - saxophones, clarinette